# Serène
Pour les articles homonymes, voir Serene.
La Serène ou Serène de Sanvensa est une rivière du sud de la France qui coule dans le département de l'Aveyron. C'est un affluent de l'Aveyron en rive gauche, donc un sous-affluent de la Garonne par l'Aveyron, puis par le Tarn.

## Géographie
De 32,2 km de longueur, la Serène de Sanvensa prend sa source sur le territoire de la commune de Morlhon-le-Haut, à sept kilomètres à l'est de Villefranche-de-Rouergue. Dès sa naissance, elle se dirige vers le sud-sud-ouest. Arrivée au niveau de la localité de Saint-André-de-Najac, elle effectue un coude vers l'ouest et se jette peu après dans l'Aveyron en rive gauche, à Najac.

## Communes traversées
La Serène de Sanvensa traverse ou longe, d'amont en aval, les communes suivantes :
- département de l'Aveyron : Morlhon-le-Haut, Saint-Salvadou, Sanvensa, Lunac, Bor-et-Bar, La Fouillade, Saint-André-de-Najac et Najac.

## Principaux affluents
- Ruisseau de Marmont, 9,8 km
- Ruisseau de Fournaguet, 6,5 km
- La Petite Serène ou Serène de Vabre (rive gauche), 13,6 km